# Bardic
Le Bardic est un cargo britannique de la White Star Line. Construit en 1918 par les chantiers Harland & Wolff de Belfast sous le nom de War Priam, il fait partie d'une série de cargos destinés à servir dans le cadre de la Première Guerre mondiale. Le lancement du navire survient cependant après la fin des hostilités. Racheté par la White Star, le navire est renommé Bardic et entame sa carrière sur l'Atlantique en mars 1919. Peu après, il est géré durant deux ans par l'Atlantic Transport Line.
À partir de 1921, la White Star affecte le Bardic à son service australien, où sert déjà un de ses jumeaux construits durant la guerre, le Gallic. C'est dans ce contexte qu'il s'échoue le 31 août 1924 dans la brume au large du cap Lizard. Il est dégagé un mois plus tard mais, sévèrement endommagé, doit subir d'importantes réparations. Un an après l'accident, le navire est vendu à l'Aberdeen Line, compagnie desservant également l'Australie, qui le renomme Hostilius, puis peu après, Horatius.
En 1932, le navire est racheté par la Shaw, Savill & Albion Line qui le renomme Kumara, mais le navire se révèle trop lent pour le service auquel il est affecté. En 1936, le navire cesse ses activités, et est vendu un an plus tard à un armateur grec, John Latsis, qui le renomme Marathon. Réquisitionné durant la Seconde Guerre mondiale et distancé par son convoi, le navire est attaqué par le croiseur allemand Scharnhorst le 9 mars 1941. Ses 38 membres d'équipage survivent, après avoir eu le temps de prévenir le reste du convoi du danger qui le menaçait.

## Histoire

### Débuts dans l'immédiat après-guerre
Durant la fin de la Première Guerre mondiale, le Royaume-Uni met en marche un programme de construction de cargos standardisés pour servir l'effort de guerre. Parmi ces navires se trouvent les navires de type « G », au nombre de 22. Un seul est mis en service avant l'armistice de novembre 1918, le War Icarus. Les autres navires étant déjà en grande partie avancés, il est décidé de poursuivre leur construction afin de remplacer les cargos perdus durant le conflit. C'est ainsi que le War Priam est lancé le 19 décembre 1918 dans les chantiers Harland & Wolff de Belfast. Dans les mois qui suivent, alors que sa construction s'achève, il est racheté par la White Star Line, qui le renomme Bardic. Après des essais en mer, le 13 mars 1919, il effectue sa traversée inaugurale entre Liverpool et New York le 18 mars suivant.
Dans l'immédiat après-guerre, la situation des compagnies maritimes qui ont perdu de nombreux navires n'est pas aisée. C'est ainsi que l'Atlantic Transport Line, une compagnie sœur de la White Star au sein de l'International Mercantile Marine Co., a de grandes difficultés à rétablir son service transatlantique de transport de marchandises. Elle utilise donc le Bardic, sans modifier son nom, de juin 1919 à avril 1921, sur la route de Londres à New York. Durant cette période, le 21 janvier 1920, le cargo tente de porter secours au Powhattan, tombé en panne, en le prenant en remorque. La tension du câble se révèle trop forte et celui-ci cède, s'enroulant autour d'une hélice du Bardic. Le navire est alors obligé de se rendre à Halifax pour réparations.

### Échoué dans les Cornouailles

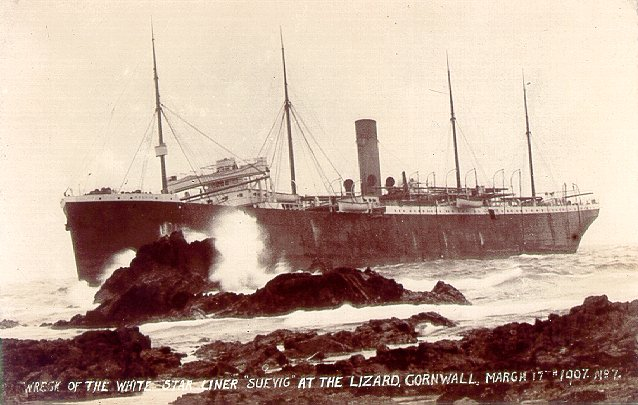
En 1907, le Suevic s'était échoué au même endroit que le Bardic en 1924.

En 1921, le Bardic revient à la White Star qui l'emploie comme cargo à destination de l'Australie, aux côtés d'un autre navire de la même série, le Gallic. Trois ans plus tard, début août 1924, le Bardic quitte Sydney et rejoint assez rapidement Liverpool en passant par le canal de Suez. Il doit ensuite se rendre à Londres. Dans la nuit du 30 au 31 août août; il se trouve au large du cap Lizard, pris dans une brume épaisse et sous une pluie dense, dans une région où un autre navire de la compagnie, le Suevic, s'était échoué sur des rochers en 1907. Tandis que ses vigies peinent à voir où se dirige le navire, un bruit de choc se fait entendre : le Bardic vient de heurter un rocher, l'eau s'infiltrant dans ses cales mais aussi dans sa salle des machines, tandis que chaque vague accroît les dégâts en faisant frotter le cargo sur la roche. 80 hommes d'équipage sont aussitôt évacués par deux remorqueurs locaux, le capitaine et des mécaniciens restant à bord pour pomper l'eau. La White Star contacte donc la Liverpool and Glasgow Salvage Association qui avait permis le découpage et le sauvetage du Suevic, prouesse technique qui avait fait sensation dix-sept ans plus tôt.
Un navire est envoyé dès le 1er septembre pour lui prêter assistance, le Ranger, rejoint quelque temps plus tard par le Trover. Les équipages s'affairent à décharger, en six jours, la cargaison du cargo pour l'alléger. Ils doivent également pomper l'eau en faisant fonctionner leurs propres pompes en plus de celles du Bardic. L'inondation est finalement maîtrisée quand, le 9 septembre, une tempête menace les opérations, qui ne peuvent reprendre que le 25. Il est alors décidé de profiter de la prochaine grande marée pour dégager le navire et l'emmener en lieu sûr. L'opération est lancée le 29 septembre, le Ranger et le Trover, aidés de quatre remorqueurs et de la puissance que le navire endommagé peut lui-même fournir, parviennent à l'emmener jusqu'à une plage de Falmouth où il est échoué temporairement, avant d'être conduit en cale sèche le 3 octobre.
Après examen et des réparations temporaires, le Bardic part le 17 octobre pour les chantiers Harland & Wolff de Belfast pour y être réparé. Il est ensuite prêt à reprendre le service à la fin de l'année 1924. L'opération de sauvetage est considérée comme l'une des plus difficiles de l'époque, notamment à cause de la gîte sur bâbord qu'affichait le navire lors de son départ pour Falmouth.

### Transferts et fin de carrière
Dès 1925, le Bardic est revendu par la White Star Line, remplacé entre-temps par le Delphic. Le 22 août, il est acquis par l'Aberdeen Line pour 242 086 livres sterling. D'abord renommé Hostilius, il devient presque immédiatement l'Horatius. Il dessert alors toujours l'Australie, aux côtés d'un ancien navire de la White Star devenu le Mamilius. Sept ans plus tard, en août 1932, le navire est revendu à une autre compagnie desservant l'Océanie, la Shaw, Savill & Albion Line, qui renomme le navire Kumara. Sa lenteur se retrouve être un gros handicap. À partir de 1936, le navire est mis au repos à Gareloch en Écosse en attendant de lui trouver une utilité.
En 1937, il est finalement vendu à un armateur grec, John Latsis, qui le renomme Marathon ; l'usage qui en est fait reste inconnu. En 1941, le navire navigue en convoi dans le cadre de la Seconde Guerre mondiale. En retard par rapport au reste du convoi, il est attaqué le 9 mars par le croiseur allemand Scharnhorst. Avant que le navire ne coule, l'équipage a le temps d'avertir le reste du convoi qui peut ainsi s'échapper. Les 38 marins sont sauvés du naufrage.

## Caractéristiques
Construit rapidement et dans un but purement fonctionnel, le Bardic est un cargo arborant une cheminée et deux mâts supportant les grues de chargement. Sa passerelle de navigation est la seule superstructure, située un peu en avant de la cheminée, qui porte les couleurs de la White Star (ocre brun surmonté de noir). Avec une longueur de 142 mètres sur 18, il jauge 8 010 tonneaux et dispose de six cales. Le Bardic est propulsé par deux hélices mues par deux machines alternatives à triple expansion, lui permettant d'atteindre une vitesse relativement basse pour l'époque, de 12,5 nœuds. La White Star exploite deux autres cargos similaires, le Gallic puis le Delphic, qui ne diffèrent que par leur tonnage très légèrement inférieur.